# Brunsviga

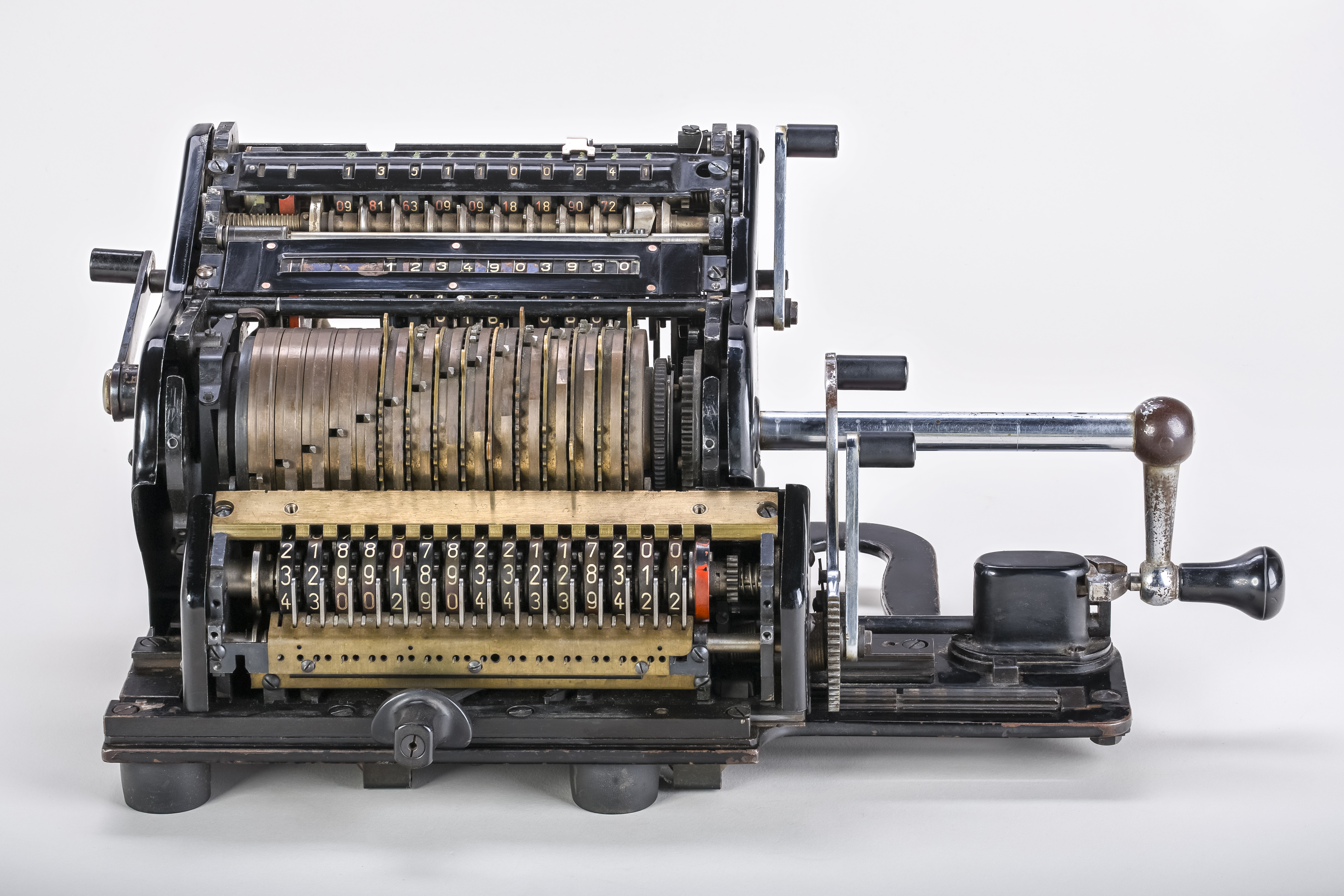
Brunsviga

Brunsviga Maschinenwerke tillverkade mekaniska räknemaskiner under varumärket Brunsviga. Bolaget grundades som Grimme, Natalis & Co. i Braunschweig 1871. Bolaget tillverkade även symaskiner och hushållsapparater. Bolaget gick samman med AEG-ägda Olympia Werke 1959. Brunsviga tillverkade bland annat Odhner-maskiner på licens.
Åtvidabergs Industrier (Facit AB) var generalagent för Brunsviga räknemaskiner i Sverige.